# Mangerfjorden
60°37′24.118″N 4°58′31.559″Ø / 60.62336611°N 4.97543306°Ø
Mangerfjorden er en fjordarm af Hjeltefjorden i kommunerne Meland og Radøy i Vestland fylke i Norge. Fjorden har en længde på 7,5 km og fortsætter som Radfjorden på anden side af øen Bongno. 
Mangerfjorden har indløb mellem Eidsneset på Holsnøy i syd og Klubbsøyni ved øen Toska i nord. Halvvejs ind i fjorden ligger byen Manger på nordsiden af fjorden. Ret over fjorden ligger bebyggelsen Husebø. 
Den totale længde af Mangerfjorden, Radsfjorden og den lille Kvernafjorden længst mod  sydøst, som er i samme fjordsystem, er 21 km.